# بيتر أندرسون (لاعب هوكي الجليد)
بيتر أندرسون (بالسويدية: Peter Andersson)‏ هو لاعب هوكي الجليد سويدي، ولد في 13 أبريل 1991 في Kvidinge ‏ في السويد.

## وصلات خارجية
- بيتر أندرسون على موقع دوري الهوكي الوطني (الإنجليزية)
- بيتر أندرسون على موقع EliteProspects.com (الإنجليزية)
- بيتر أندرسون على موقع Eurohockey.com (الإنجليزية)
- بيتر أندرسون على موقع HockeyDB.com (الإنجليزية)